# Al-Afdal ibn Salah ad-Din
Al-Afdal ibn Salah ad-Din (en árabe: الأفضل بن صلاح الدين‎, lit. 'superior'; c. 1169-1225, comúnmente conocido como Al-Afdal (en árabe: الأفضل‎), fue uno de los diecisiete hijos de Saladino, sultán de Egipto y Siria, y por tanto de ascendencia kurda. Al-Afdal sucedió a su padre como el segundo emir ayubí de Damasco. Su tiempo como gobernante estuvo marcado por repetidos conflictos armados con otros miembros prominentes de su familia.

## Biografía

### Primeros años de vida
Al-Afdal fue uno de los comandantes del ejército ayubí en la batalla de Arsuf, en la que Saladino fue derrotado a manos de Ricardo Corazón de León y los ejércitos de la Tercera cruzada. A la muerte de Saladino en 1193, al-Afdal heredó Damasco, pero no así el resto de los territorios de su padre. Su hermano al-Aziz reclamó Egipto, donde ya estaba instalado como gobernador, mientras que Alepo fue reclamado por otro hermano az-Zahir. Cuando su padre agonizaba, al Afdal convocó a todos los emires que se encontraban al momento en Damasco para que le juraran lealtad. Si bien Al-Afdal era en teoría el líder de la dinastía ayubí, no logró ejercer ningún nivel de autoridad sobre sus hermanos y pronto demostró que tenía escasa habilidad como gobernante.

### Conflicto al interior de la dinastía ayubí y pérdida del poder
En mayo de 1194, al-Afdal fue atacado por su hermano, al-Aziz, en su capital de Damasco. Ante esto, al-Adil (Safadino), tío de ambos, descendió desde Jezira (Yezira) y negoció un acuerdo de paz. El acuerdo, sin embargo, se rompió al cabo de un año y al-Aziz volvió a marchar sobre Damasco, pero al-Afdal logró hacerlo retroceder a Egipto. Para 1196, al-Adil había perdido la paciencia ante la incompetencia de al-Afdal y decidió aliarse con al-Aziz, y anexó Damasco, permitiendo a al-Afdal retirarse a la ciudad de Saljad, en Haurán. En noviembre de 1198, al-Aziz murió a raíz de una caída de un caballo mientras cazaba. Temerosos de la ambición de al-Adil, los emires de Egipto llamaron a al-Afdal desde su retiro para que se convirtiera en el regente de Egipto para el pequeño hijo de al-Aziz. En 1199 se alió con su hermano az-Zahir de Alepo, que también era enemigo de al-Adil, y juntos sitiaron a su tío en Damasco. Al-Adil, enfrentó diestramente a sus sobrinos haciéndolos luchar entre sí, al tiempo qee sobornaba a los vasallos de ambos para que renunciaran a su lealtad. El asedio llegó a su fin en diciembre de 1199, con la llegada de al-Kamil, hijo de al-Adil, a Damasco con refuerzos, además de las continuas disputas. 
Al-Afdal se retiró entonces a Egipto, pero su tío lo persiguió y derrotó a su ejército en Bilbeis, en el borde suroriental del delta del Nilo en Egipto. Huyendo a El Cairo, al-Afdal pidió la paz en cualquier condición que exigiera al-Adil; despojado de Egipto, se le prometieron las ciudades de Samosata y Mayyafaraqin. Al-Adil se autoproclamó «sultán» el 17 de febrero de 1200. Mientras tanto, otro de los hijos de al-Adil, al-Aujad, le negó a Al-Afdal control sobre Mayyafaraqin. Al-Afdal optó por aliarse una vez más con az-Zahir y los hermanos sitiaron Damasco una vez más. No obstante, nuevamente estalló disensión entre los hermanos y al-Afdal perdió en algún punto la voluntad de batallar. De esta manera, Al-Adil confirmó el gobierno de al-Afdal sobre Samosata, Saruj y varias otras ciudades. Az-Zahir admitió la suzeranía de su tío en la primavera de 1202, y así al-Adil logró ejercer su autoridad sobre todos los dominios ayubíes.

### Últimos intentos de recuperar el poder
En 1218, tras la muerte de az-Zahir, al-Afdal puso fin a su reclusión en Samosata  con el objeto de hacer un último intento por alcanzar el poder. Decidió aliarse con Kaikaus I, el sultán selyúcida de Rum, con la intención de tomarse la ciudad de Alepo. Fiel a su estilo, tras capturar dos ciudades, pronto se peleó con Kaikaus y se retiró de la lucha, siendo Kaikaus derrotado a la postre. Al Afdal murió en 1225.